# Birgitta Jónsdóttir
Birgitta Jónsdóttir (Reykjavík, 17 aprile 1967) è una politica, anarchica, poetessa e attivista islandese, dal 2013 al 2017 Membro dell'Althing per il Southwest in rappresentanza del Partito Pirata di cui è stata presidente dal 2014 al 2015. Nota per il suo attivismo anarchico, assumendo diversi ruoli durante le proteste seguite alla crisi finanziaria del 2007-2008, nel novembre 2017 ha annunciato di ritirarsi dalla politica "per ora".
Ha pubblicato il suo primo libro di poesie all'età di 22 anni e in seguito è diventata una sviluppatrice web.

## Biografia
Birgitta è nata a Reykjavík nell'aprile 1967, figlia del cantante folk islandese Bergþóra Árnadóttir (1948–2007). Suo padre ha lasciato la famiglia quando lei era solo una bambina, e così è stata adottata dal nuovo marito di sua madre, un armatore e pescatore di nome Jón Ólafsson (1940–1987). Ha completato la sua istruzione primaria nel 1983. Il suo primo amore, da adolescente, è stato Jón Gnarr, che è poi diventato sindaco di Reykjavík. Hanno "assunto droghe insieme, letto letteratura anarchica e pianificato di avviare una filiale islandese di Greenpeace". Il padre adottivo, Jón Ólafsson, si suicidò quando lei aveva 20 anni camminando in un fiume ghiacciato durante una tempesta.

## Poesia e attivismo
All'età di 20 anni fu pubblicato il suo primo libro di poesie, Frostdinglar. Fin dalla giovane età, ha cercato di combinare arte e poesia, "osservando in modo olistico le questioni che gli artisti potrebbero portare a nuove prospettive". Pertanto, si definisce una "poetetica". La sua arte è stata esposta in tre diversi continenti, si è esibita in conferenze e festival in tutto il mondo e il suo lavoro è stato pubblicato in antologie, giornali, riviste e in TV, radio e Internet. Nel 1995, la sua attenzione si è spostata su Internet, dicendo che "mi sono tuffata in Internet e da allora non ne sono più uscita". Nel 1996, ha organizzato il primo live streaming islandese utilizzando CU-SeeMe. Nel 2002 ha curato due antologie e The World Healing Book. È anche membro dell'Unione degli scrittori islandesi (RSÍ) e fondatrice di Radical Creations e Beyond Borders Press.
In un'intervista con Take Part, Birgitta ha descritto come "dopo il crollo finanziario, ero una delle pochissime persone che era un noto manifestante". Le è stato quindi chiesto di coordinare varie attività di base e ha organizzato una grande protesta nel dicembre 2008. In seguito è diventata membro dell'Academia Group, che ha parlato del tipo di governo e costituzione richiesti dall'Islanda.

## Carriera politica
È stata eletta per la prima volta come deputata in rappresentanza del Movimento dei cittadini nelle elezioni del 2009 per il collegio elettorale di Reykjavík Sud. Dopo l'elezione, è stata nominata membro della commissione per gli affari esteri, della commissione per l'ambiente e le comunicazioni e della delegazione islandese all'Assemblea parlamentare della NATO. Successivamente è stata anche nominata membro della Commissione Parlamentare di Revisione del Rapporto SIC.
Il 14 agosto 2009, Þráinn Bertelsson ha lasciato il Movimento dei cittadini stando in parlamento come indipendente. Un mese più tardi, il 18 settembre 2009, anche gli altri tre parlamentari del Movimento dei cittadini (Birgitta, Margrét Tryggvadóttir e Þór Saari) hanno lasciato il partito per formare il proprio raggruppamento parlamentare, il Movimento.
Nel 2009, un'ingiunzione del tribunale ha impedito alle emittenti di parlare della recente fuga dei dettagli del portafoglio prestiti della Kaupthing Bank. In diretta televisiva, Bogi Ágústsson ha indirizzato gli spettatori al sito Web di WikiLeaks per vedere di persona. Ciò ha creato una notevole popolarità per WikiLeaks in Islanda e, poco dopo l'incidente, Julian Assange ha visitato l'Islanda. Durante la sua visita, Birgitta lo ha incontrato offrendogli il suo aiuto. È stato concordato che Birgitta avrebbe dovuto far parte di un "team" per aiutare a creare una serie più forte di leggi sulla libertà di parola a livello internazionale e, in particolare, in Islanda. Birgitta è stata anche produttrice del video Collateral Murder di WikiLeaks, pubblicato nel 2010.
Il progetto per la creazione di leggi sulla libertà di parola più forti alla fine divenne noto come "International Modern Media Initiative" (IMMI), proposto nel febbraio 2010 con Birgitta come sponsor principale. È stato adottato all'unanimità dall'Althing il 16 giugno 2010, poco dopo l'uscita del video Collateral Murder.
Nel 2010 è stata nominata membro del gruppo di lavoro sugli affari europei della commissione per gli affari esteri e anche della commissione parlamentare mista UE-Islanda. Nell'ottobre 2011, ha partecipato a una riunione dell'Assemblea parlamentare della NATO a Bucarest, in Romania, dove ha criticato il rapporto di Lord Jopling sulla sicurezza informatica, scrivendo sul suo blog che "apparentemente tali critiche non sono comuni qui all'assemblea".
Nel 2012, Birgitta ha iniziato ad assistere altri parlamentari del Movimento nella formazione di un nuovo partito politico, Dawn. Dawn è stato costituito nel marzo 2012 come fusione tra Il Movimento, il Movimento dei Cittadini e il Partito Liberale. Tuttavia, nel luglio 2012, ha cambiato idea per formare un partito pirata in Islanda insieme ad altri, tra cui Smári McCarthy. Il partito si è formato ufficialmente nel novembre 2012, con Birgitta nominata all'unanimità primo presidente.
È stata anche coinvolta in due casi giudiziari negli Stati Uniti durante il suo mandato parlamentare, uno dei quali è stato il caso di alto profilo Hedges contro Obama.

## Vita privata
Birgitta era sposata con Charles Egill Hirt (1964-1993), scomparso nel giugno 1993, all'età di 29 anni. Il suo corpo è stato ritrovato cinque anni dopo la scomparsa. Con Hirt, Birgitta ha avuto un figlio, Neptunús, nato nel 1991.
Birgitta ha quindi sposato l'australiano Daniel Johnson nel 2009. Sono stati sposati per cinque anni e lei ha avuto un figlio, Delphin, nato a Melbourne nel 2000.